# День святої Люсії
День святої Люції (швед. Lucia, фін. Lucian päivä) — свято на честь святої Люції Сиракузької, що відзначається 13 грудня в скандинавських країнах — Швеції, Данії, Норвегії, а також у Фінляндії і на Сицилії.

## Історія
Найімовірніше, що це свято пов'язане з сицилійською мученицею святою Люцією, засліпленою і убитою за віру у Христа.
Однак, існує ще одна легенда, що в часи Середньовіччя жила Люція, яка була дружиною шведського рибака. Одного разу, коли на морі він ловив рибу, розігралася страшна буря. Нечиста сила, яка гуляла по Землі у цю ніч, погасила маяк, і тоді Люція вийшла на високу скелю з ліхтарем, щоб освітлювати коханому дорогу до причалу. Чорти розсердилися, напали на дівчину і відрізали їй голову. Але навіть після смерті її привид стояв на скелі з ліхтарем.
Звичай одягати маленьку дівчинку як Люцію прийшов з Німеччини (швед. Lussibrud — наречена Люсія). Там у XVI–XVII століттях, у часи протестантської заборони католицького культу святих і особливо Святого Миколая (Санта Клауса), на Різдво з'явилася ідея замінити старого добряка на немовля Ісуса, якого зображувала дівчинка в білій сукні. Традиція не вкоренилася, зате проникла в Швецію. У 1764 р. відбулася перша урочиста хода у Швеції. У XVIII–XIX століттях звичай встановився на більш ранній день святої Люції, і головним героєм замість Ісуса стала саме дівчина. У 1927 році було проведено першу ходу Люції в столиці Швеції — м. Стокгольмі.
Зараз традиція святкування дня святої Люції практично не змінилася. У Стокгольмі та Гельсінкі проходить церемонія виборів і коронації Лю, яку наряджають у білу сукню і надягають вінок з палаючих свічок, після чого починається урочиста карнавальна хода наряджених діточок. Шведська коронація проходить в національному музеї Скансен, а фінська — в головному соборі Гельсінкі. Наряд «королеви свята» символічний: біла сукня позначає невинність і чистоту дівчинки; червоний пояс, яким вона підперезана, — мученицьку смерть; вінок — німб, символ святості, а палаючі свічки — світло (адже ім'я Люції пов'язане з латинським «lux», в перекладі — «світло»). У кожній школі також вибирають свою Люцію і влаштовують свята з співами традиційних гімнів.

## Святковий стіл
Відзначається це свято і в домі, де головну роль зазвичай виконує молодша дочка в родині, яка пригощає батьків, братів і сестер традиційними шафрановими булочками й кавою. Після цього піснями будять тих, хто ще не зустрів Люцію — і найчастіше це робить батько сімейства.
Улюблена страва — шафранова здоба з родзинками, має форму вісімки зі спіралеподібними кінцями, які запивають кавою, глінтвейном або навіть різдвяним пивом. Деякі п'ють «юльмуст», аналог українського квасу.

### Рецепт здоби
Луссекатт швед. Lussekattor — Борошно — 3–4 склянки — Родзинки (дрібні без кісточок) — 100 г — Яйце — 1 шт. — Свіжі дріжджі — 25 г — Масло вершкове — 50 г — Молоко — 1 склянка — Сир — 125 г — Шафран мелений — на кінчику ножа — Мелені насіння кардамону — 1/2 ч. л. — Цукор — 4 ст. л. — Сіль — 1/2 ч. л.
Молоко злегка підігріти, додати розкришені свіжі дріжджі, цукор, порошок кардамону і шафрану, сіль. Всипати більшу частину просіяного борошна, влити розтоплене вершкове масло і замісити м'яке тісто, додаючи у міру потреби борошно. Накрити миску з борошном рушником і поставити в тепле місце на 1 годину. Потім, вимісити тісто, розділити на невеликі кульки. Можна розкотити кульки в джгути і сформувати з них булочки у вигляді латинської літери «S». Кожну булочку змастити збитим яйцем, прикрасити коринкою і запікати при 200 °C приблизно 10 хвилин. Їх можна випікати по одинці, або зліплюють попарно (хрестиком), щоб вийшов древній символ сонця.
В енциклопедії символів такі булочки (різноспрямовані спіралі, з'єднані посередині) зустрічаються на грецьких вазах і символізують воду або море. Також їх знаходили на кам'яних гравюрах, виявлених на території сучасної Швеції, що відносяться до бронзової доби.

### Рецепт пряника
Інгредієнти: 175 г вершкового масла або маргарину, 300 г цукру; 170 мл теплого молока, 0,5 ч. ложки харчової соди; 225 г борошна, 2 ст. ложки меленого імбиру, 1 ч. ложка меленого запашного перцю, 1 ч. ложка суміші прянощів (кориці, гвоздики, мускатного горіха); 2 збитих яйця.
Приготування: Покладіть масло і цукор у велику посуд і нагрівайте 3 хвилини, щоб тільки розтопити. Підігрійте молоко протягом 20–35 (40) секунд і змішайте з содою. Просійте борошно і спеції в розтоплену масляну суміш, додайте тепле молоко і збиті яйця, добре збийте, щоб вийшла однорідна маса. Викладіть тісто в квадратне деко з довжиною сторони 23 см і поставте на решітку для смаження. Випікайте при 420 °C (350 °C) протягом 10,5–15 (17) хвилин.
Перевірте готовність, навіть якщо зовні пряник буде виглядати сируватим. Як тільки він почне рум'янитися по краях — діставайте з духовки. Поставте на дротяну решітку і дайте охолодитися на деко. Він швидко стане хрустким. Поріжте квадратиками або смужками. Пряник буде смачніше і ароматніше, якщо він визріє в герметичній упаковці протягом 2 днів.

### Шведський ґльоґ
Головне в ґльоґу — це пряна, витримана на спеціях основа. Вона настоюється цілий рік заздалегідь.
• 200 мл портвейну
• 100 мл коньяку
• 700 мл віскі
• 1 столові ложка лікеру «Крем де кассіс» (Crem de cassis)
• 5 стручків ванілі
• 5 паличок кориці
• 1 ст. л. суцвіть гвоздики
• 1 мускатний горіх (натерти або розчавити)
• половинка стручка перчика чилі
• 1 чайна ложка горошком чорного перцю
• 3 зірочки анісу
• 2 насінини чорного кардамону
• 2 ст. л. жовтих родзинок
• 3 шт. чорносливу
• 3 шт. кураги
В напій додавати після року витримки:
• червоне вино
• коричневий цукор
За бажанням ще:
• сині родзинки, шматочки мигдалю
Змішайте алкоголь, додайте спеції, гострий перчик, родзинки, курагу і чорнослив. За бажанням можна додати апельсинову цедру. Отриману суміш перелийте в пляшку, закоркуйте і тримаєте в холодильнику протягом року. Намагайтеся струшувати вміст через день. Через рік відфільтруйте основу. Перед подачею змішайте основу з вином і коричневим цукром у пропорції: 10 % основи, 85 % червоного вина і 5 % коричневого цукру. Підігрійте (не даючи кипіти) і подавайте за бажанням з родзинками і мигдалем.

## Святкові пісні
Під час свята звучить багато пісень присвячених Люції. Однією з найвідоміших є «Санкта-Люція». Музика — Теодоро Коттрау, слова — Сігрід Ельмблад (переклад на українську Крупського Олега).
| Natten går tunga fjät: Runt gård och stuva. Kring jord som sol förlät, Skuggorna ruva. Då i vårt mörka hus, Stiger med tända ljus, Sankta Lucia, Sankta Lucia. Då i vårt mörka hus, Stiger med tända ljus, Sankta Lucia, Sankta Lucia. Natten var stor och stum. Nu hörs det svingar, I alla tysta rum, sus som av vingar. Se på vår tröskel står: Vitkläd, med ljus i hår, Sankta Lucia, Sankta Lucia. Se på vår tröskel står: Vitkläd, med ljus i hår, Sankta Lucia, Sankta Lucia. «Mörkret skall flykta snart: Ur jordens dalar.»: Så hon ett underbart: Ord till oss talar. Dagen skall åter gry, Stiga ur rosig sky, Sankta Lucia, Sankta Lucia. Dagen skall åter gry, Stiga ur rosig sky, Sankta Lucia, Sankta Lucia. | Санкта Люсія, У дивовижному мерегтінні, У зимову ніч дари: Світла сяяння! Нас несучи у мріях, Немов на крилах, Спалахне твоя свіча, Санкта Люсія. Нас несучи у мріях, Наче на крилах, Спалахне твоя свіча, Санкта Люсія. У білому ти до нас увійшла, Діва свята, Про Різдво Христа: Нагадуючи. Нас несучи у мріях, Немов на крилах, Спалахне твоя свіча, Санкта Люсія. Нас несучи у мріях, Наче на крилах, Спалахне твоя свіча, Санкта Люсія. |

## Галерея

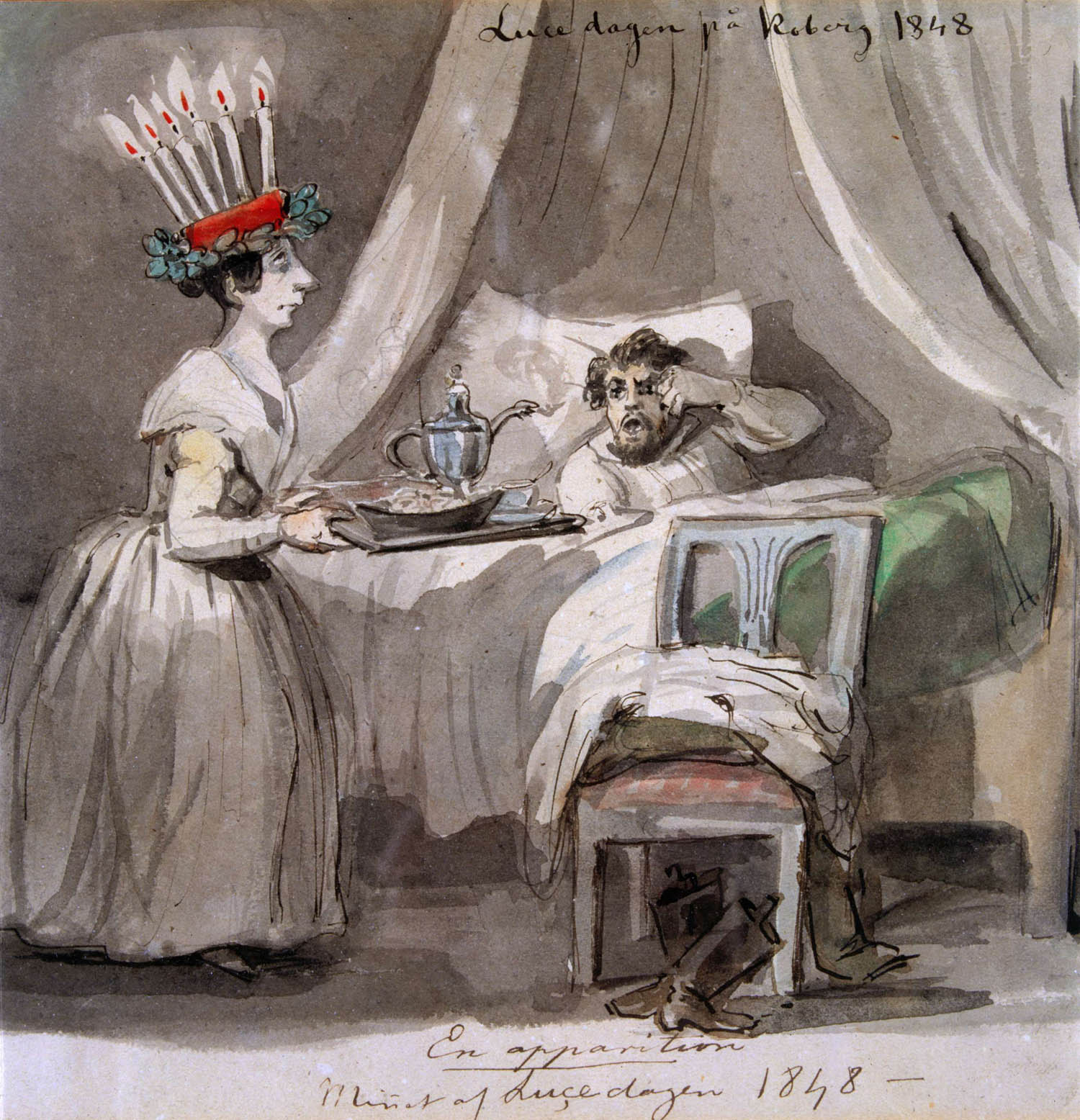
Святкування, Фріц фон Дардель, акварель (1848 р.)
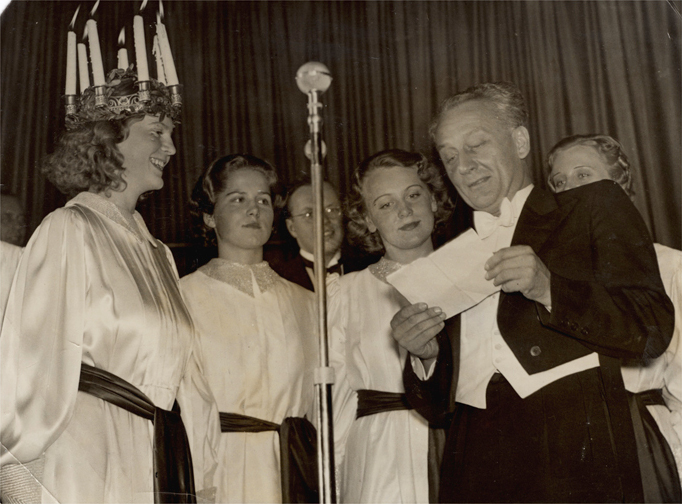
Нобелівський лауреат Альберт Сент-Дьйорді на святі Люції в Стокгольмі (1937 р.)
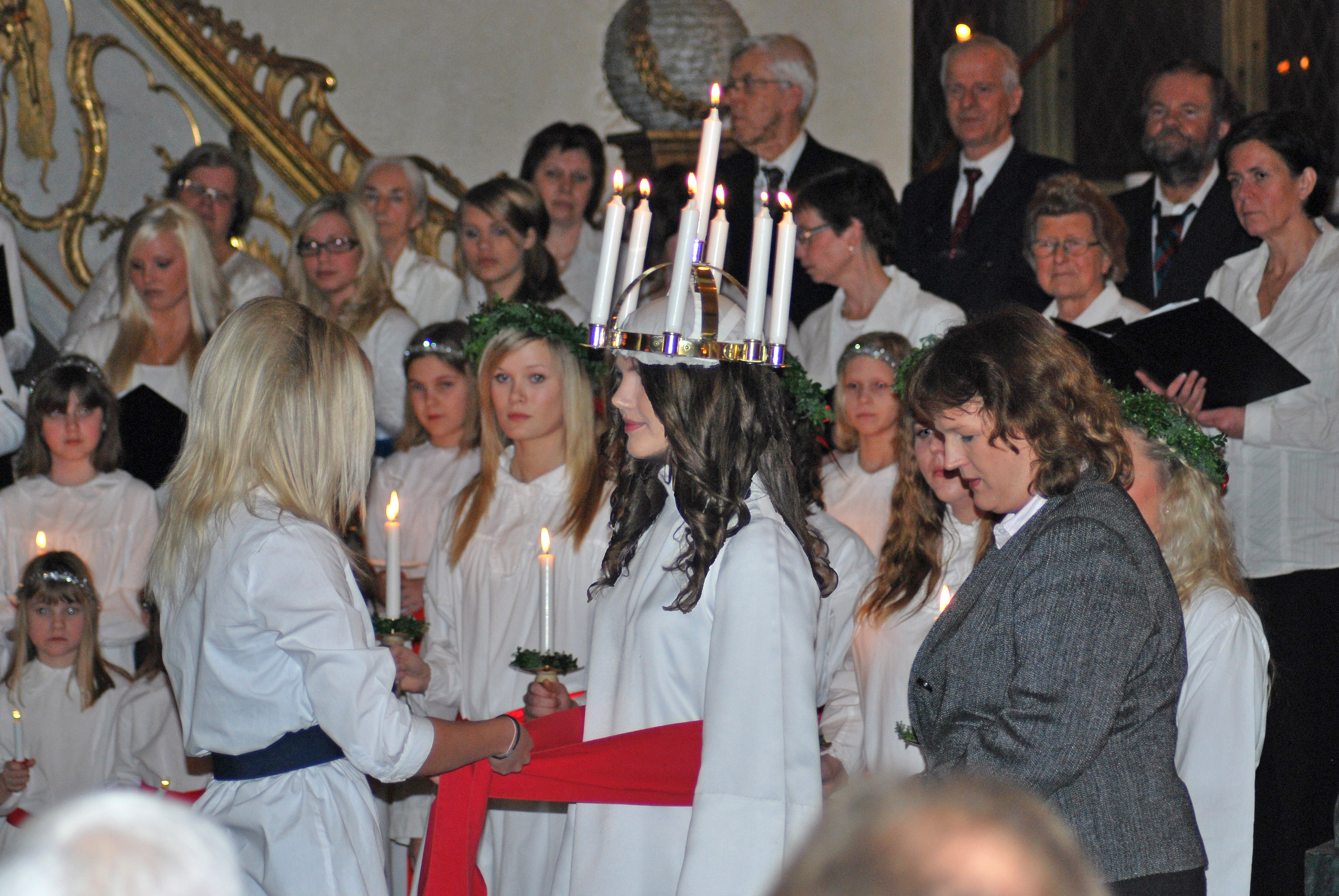
Обряд коронування Люції у Швеції
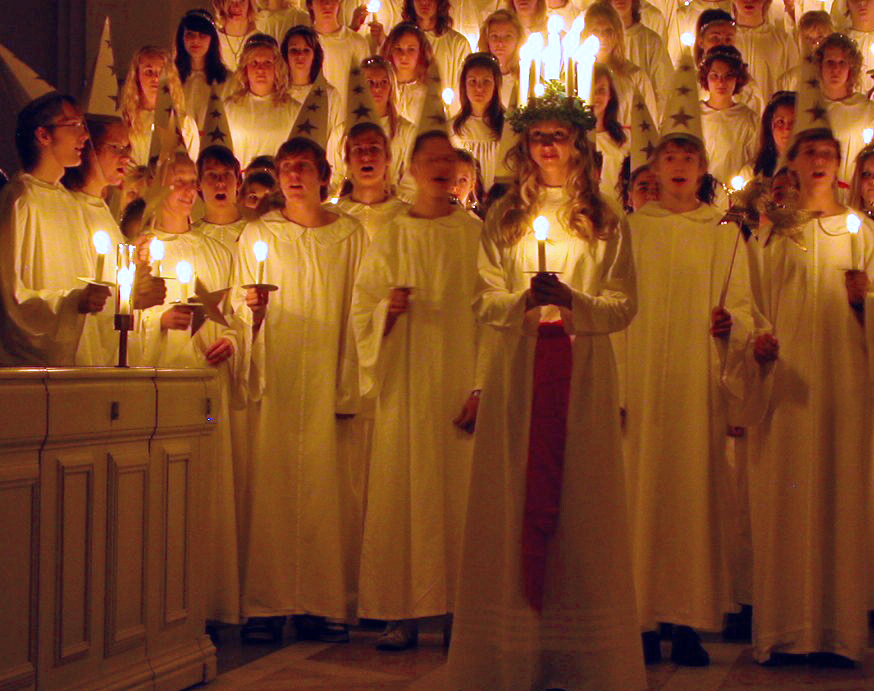
Святкування у Швеції
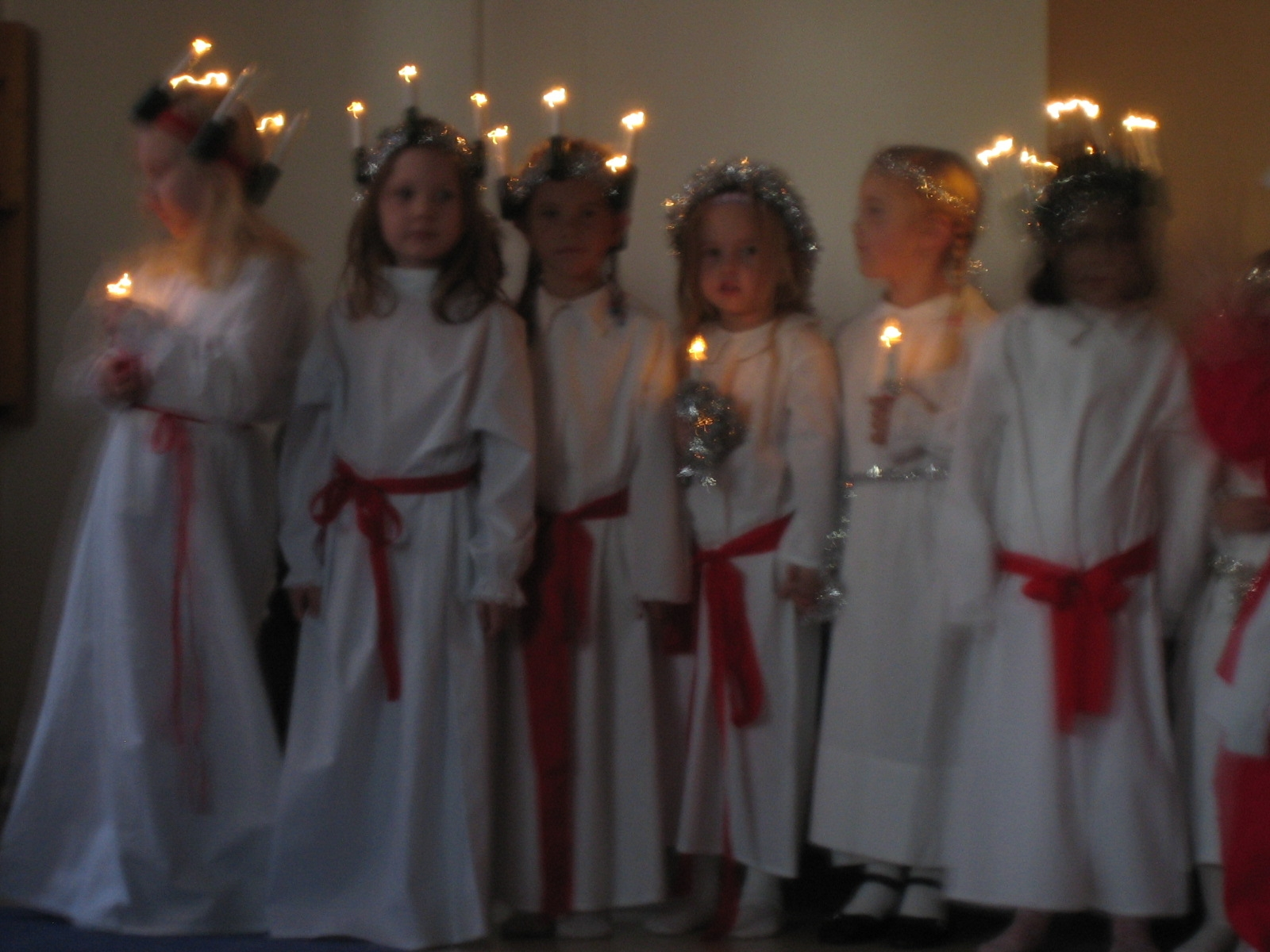
Святкування в шведському дитячому садку
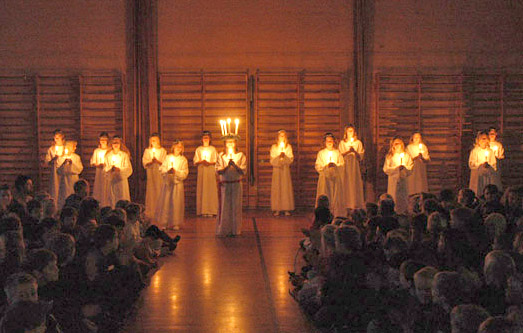
Свято в Данії
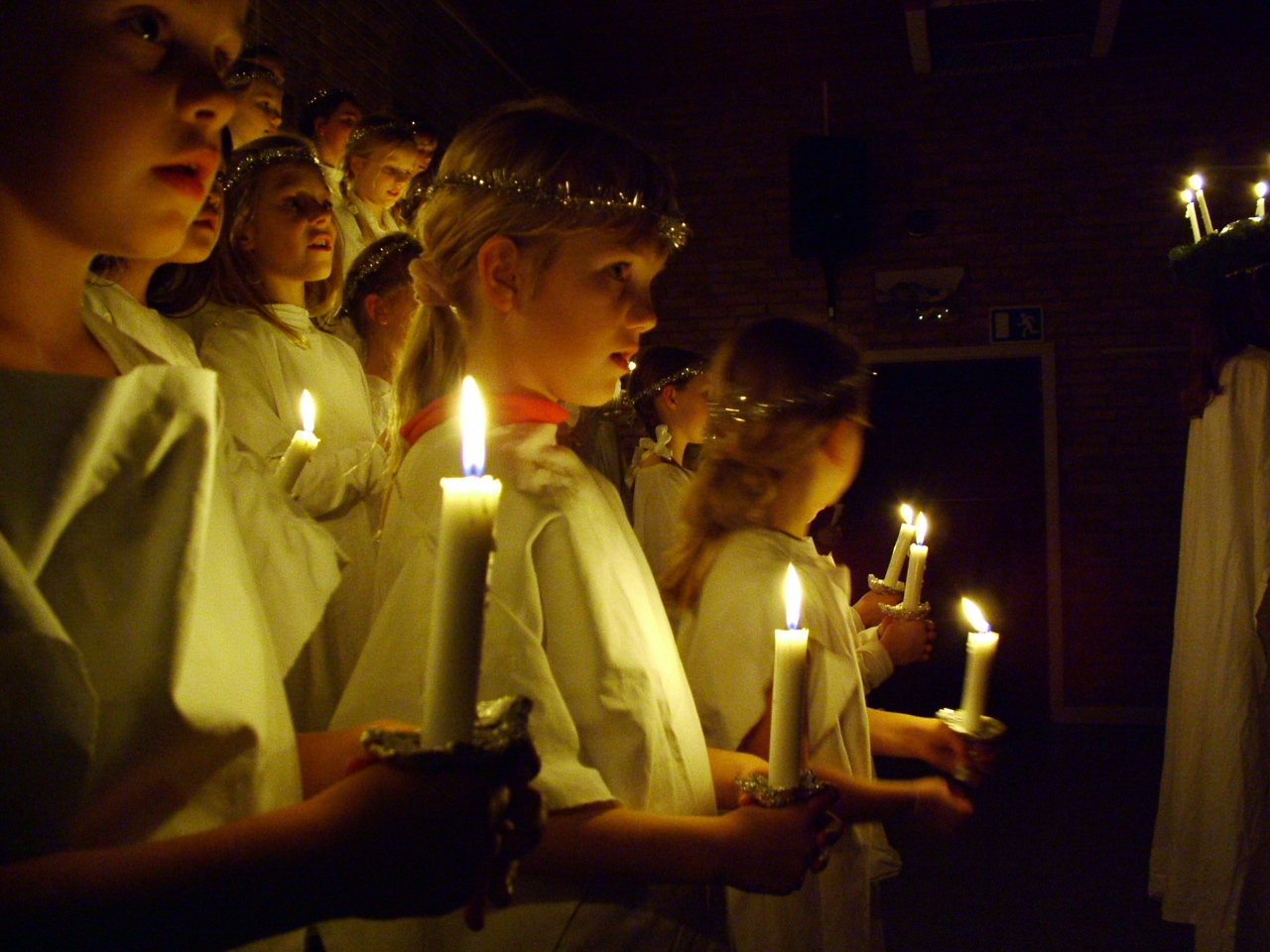
Святкова хода на свято Люції у данській початковій школі
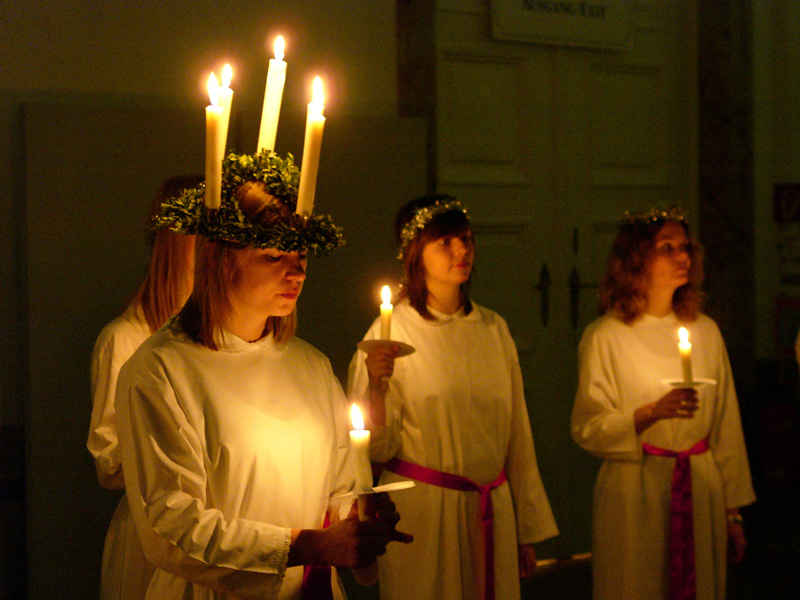
Святкування у м. Відень (Австрія)
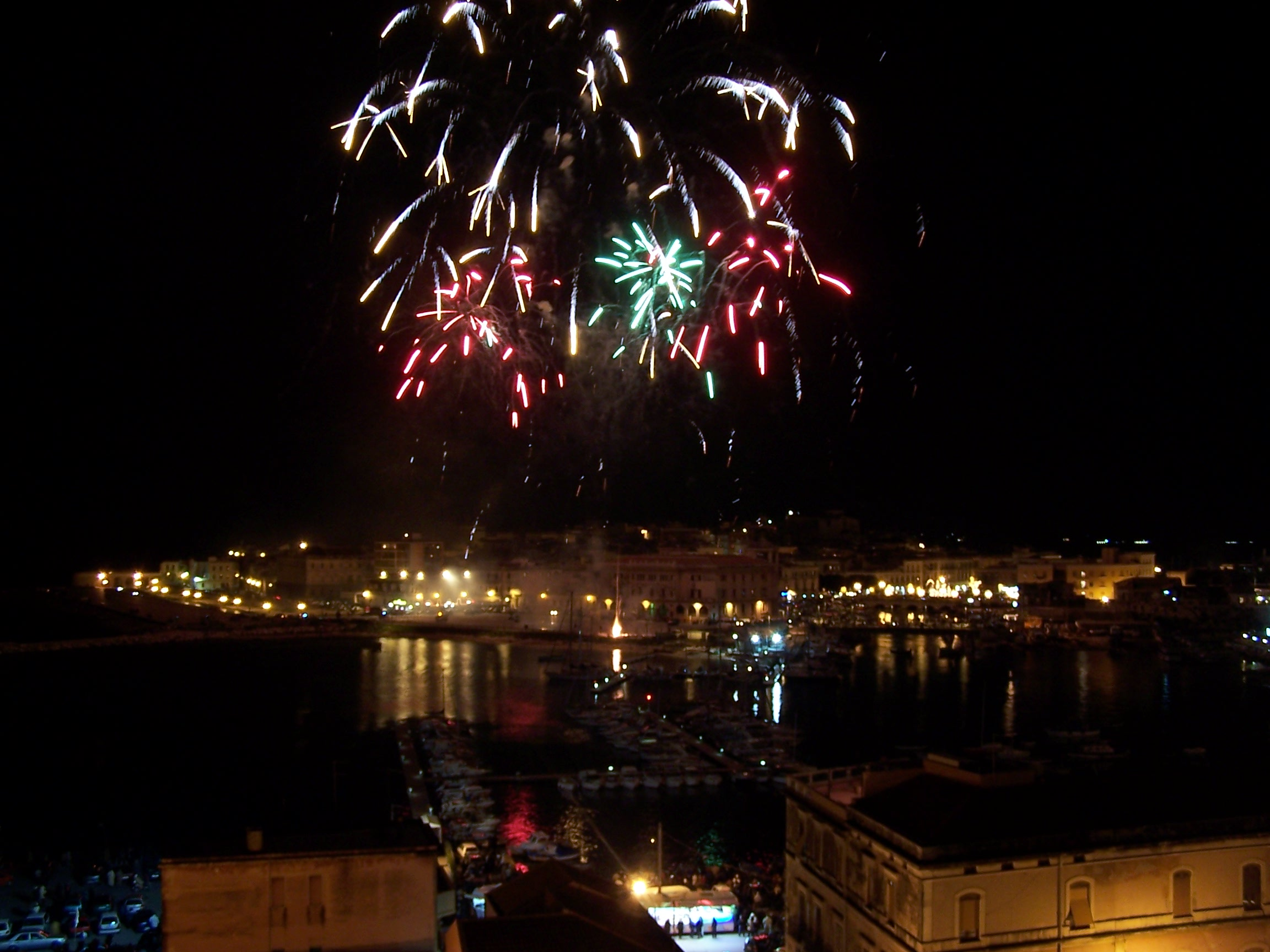
Святкування Люції в Сіракузах
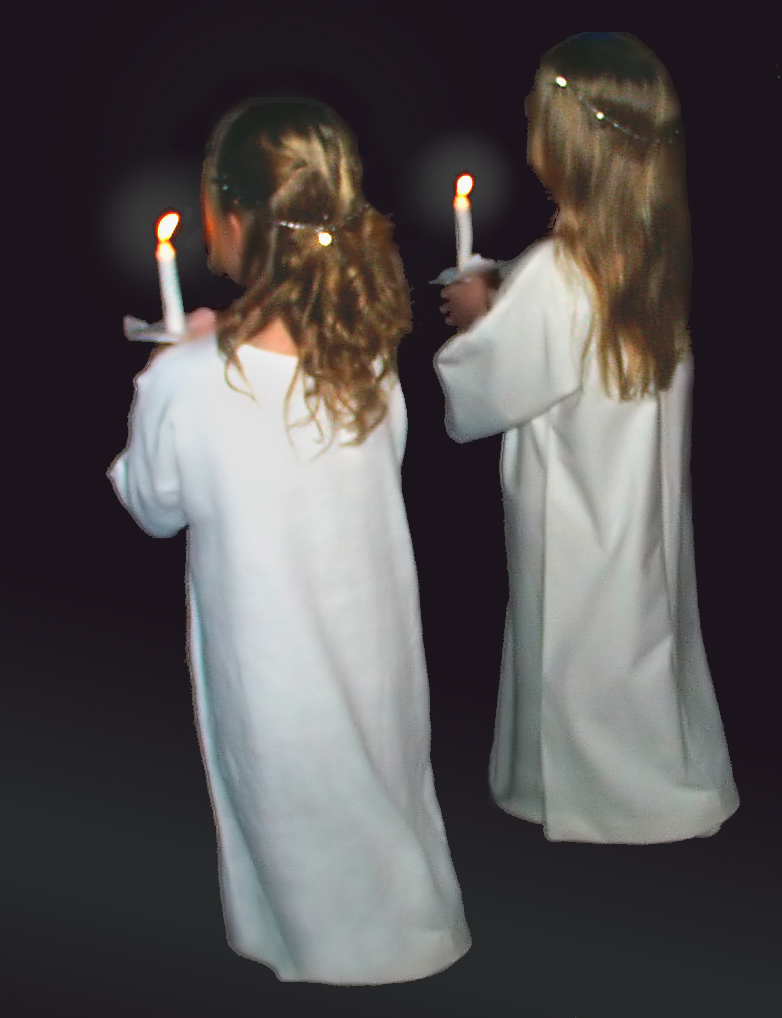
Святкування в Данії
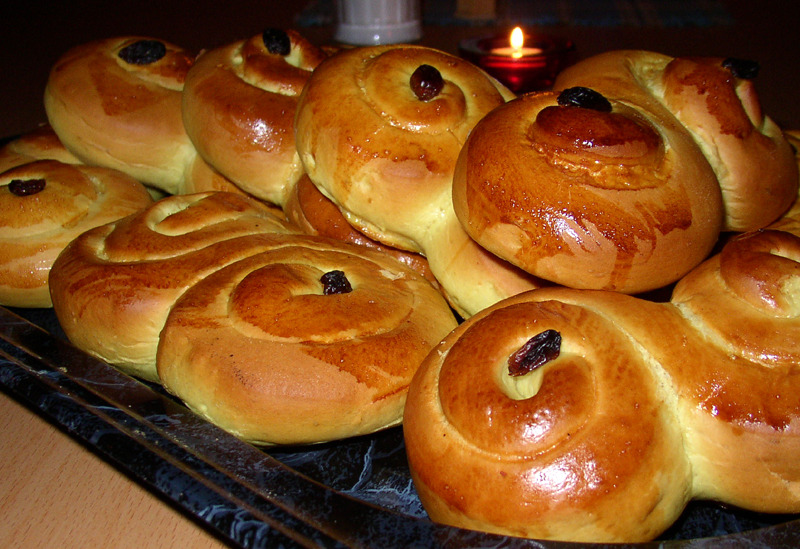
Шафранові булочки для святкового столу
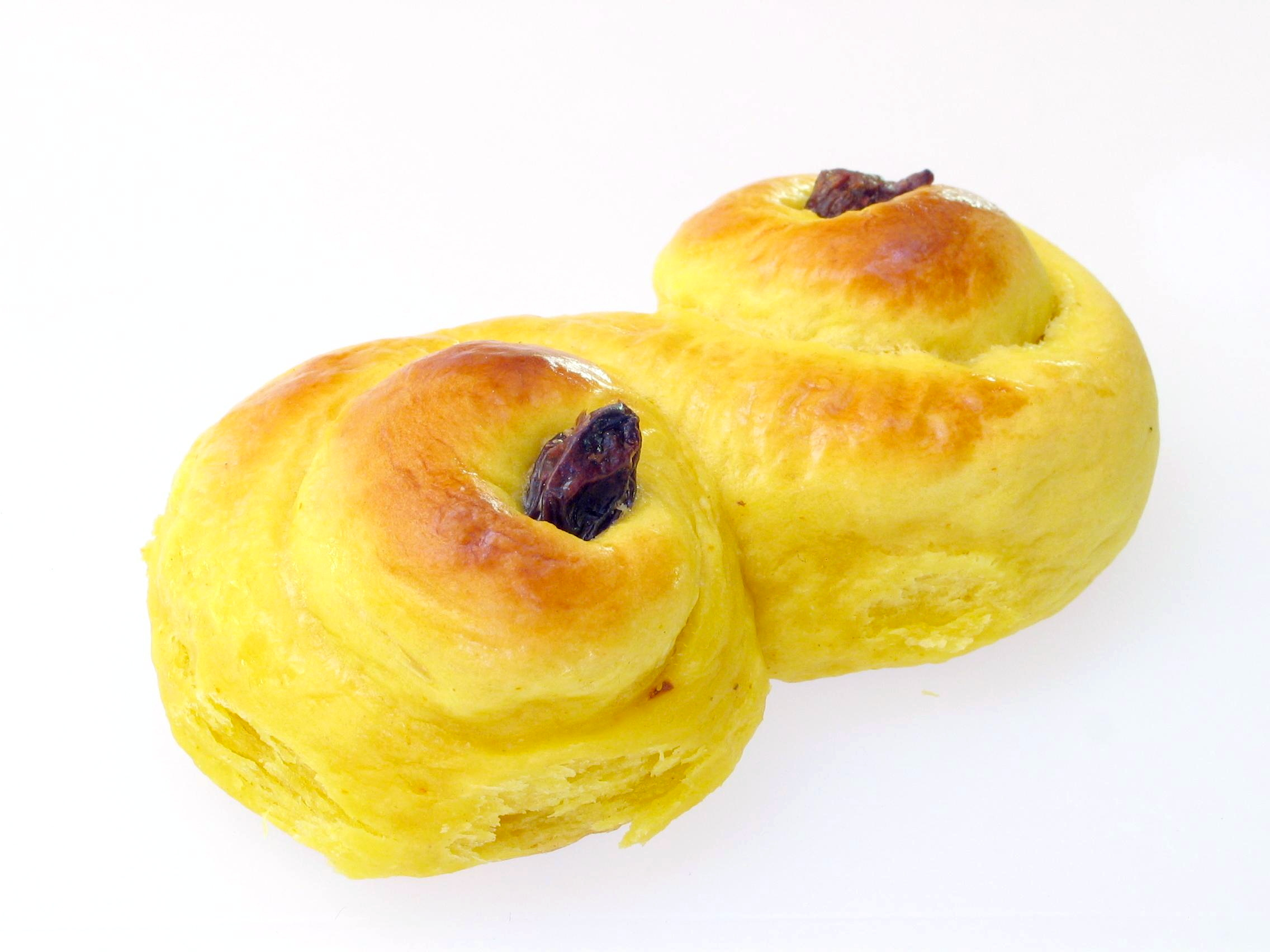
Здоба «Люція» з шафраном.